# خبرگزاری چک
خبرگزاری چک (انگلیسی: Czech News Agency) (مخفف انگلیسی: CTK) که به زبان اصلی  Česká tisková kancelář نامیده می شود، خبرگزاری کشور جمهوری چک است. 
تاریخچه این خبرگزاری به ۲۸ اکتبر ۱۹۱۸ همزمان با تاسیس کشور چکسواکی بازمی گردد. وقتی در سال ۱۹۹۳ کشور چکسلواکی به دو کشور مستقل جمهوری چک و اسلواکی تقسیم شد،  این خبرگزاری به عنوان خبرگزاری کشور جمهوری چک به فعالیت خود ادامه داد. 
سرعت (Speed)، قابل اطمینان بودن (Reliability) و استقلال (Independence)، شعارهای سه‌گانه این خبرگزاری است.
این خبرگزاری، یکی از ۳۳ عضو اتحادیه خبرگزاری های کشورهای اروپایی (EANA) است.